# Trattato di Craiova
Il trattato di Craiova è stato un accordo imposto dalla Germania nazista firmato il 7 settembre 1940 tra la Romania e la Bulgaria che prevedeva una partizione in due della Dobrugia, ai tempi totalmente amministrata dalla Romania.

La Dobrudja (Dobrogea): in arancio la Dobrudja settentrionale e in giallo la Dobrudja meridionale

La nazione rumena fu costretta a cedere la parte meridionale di questa sua regione affacciata sul Mar Nero, che aveva conquistato nel 1913 all'indomani della Guerra dei Balcani, che si chiama Quadrilatero. Il trattato imponeva anche il trasferimento forzato della popolazione rumena (circa 80.000 persone) che viveva nella Dobrugia ormai bulgara e i bulgari (circa 65.000) che vivevano nella Dobrugia del Nord nel nuovo territorio conquistato dal governo di Sofia.